# Intelsat 1
Intelsat 1 – pierwszy w historii komercyjny satelita telekomunikacyjny; amerykański satelita łącznościowy należący do firm Intelsat i Communications Satellite Corp. Pracował przez 4 lata, ponad 2 lata więcej niż pierwotnie planowano. Jego pełnowymiarowy model zawieszony jest w lobby siedziby głównej firmy Intelsat w Waszyngtonie.
Włączony 28 czerwca 1965. Przeprowadził pierwszą planową transoceaniczną transmisję obrazu telewizyjnego. W grudniu 1965 na żywo transmitował wodowanie załogowego statku kosmicznego Gemini 6A. 
Satelita został wyłączony w styczniu 1969 roku, ale następnie był kilkukrotnie włączany. W czerwcu 1969 roku transmitował sygnały z Apollo 11, gdy zawiódł atlantycki satelita Intelsata. Wyłączony ponownie w sierpniu 1969. W 1984 roku reaktywowany na krótko z okazji 20-lecia International Telecommunication Satellite Organization. Podobna reaktywacja nastąpiła w 1990, aby uczcić 25. rocznicę wystrzelenia statku. Od tamtej pory pozostaje na orbicie w stanie wyłączonym.

## Budowa i działanie
Zbudowany przez Space and Communications Group (oddział firmy Hughes Aircraft) jako pierwsza aplikacja platformy HS-303. Statek stabilizowany obrotowo. Pokryty panelami ogniw słonecznych o łącznej mocy 46 W.
Posiadał dwa transpondery o mocy 6 W i szerokości pasma 50 MHz (pasmo C, EIRP 11,5 dBW), które mogły przekazywać 240 rozmów telefonicznych lub jeden kanał telewizyjny.
Statek przenosił nadajnik radiowy do badań jonosfery.

## Położenie
Pozycja geostacjonarna satelity zmieniała się w czasie:
- 1965: 28°W
- 1965–1966: 38°W
- 27 lipca 2001: 92,54°W, z dryfem 0,324°W/d
- 13 stycznia 2007: 47,74°W, z dryfem 0,017°W/d